# Gale Robbins
Betty Gale Robbins (Chicago, 7 mei 1921 – Los Angeles, 18 februari 1980) was een Amerikaanse filmactrice en jazz-zangeres.
Ze begon haar loopbaan als model en nachtclubzangeres en zong begin jaren veertig bij de band van Art Jarrett. In 1944 maakte ze haar filmdebuut in de film In the Meantime, Darling. Latere films waarin ze optrad waren onder meer My Dear Secretary (1948) en Calamity Jane (1953). Ze presenteerde het televisieprogramma 'Hollywood House' en nam in 1958 met het orkest van Eddie Cano het jazz/lounge-album I'm a Dreamer op.
Robbins overleed op 58-jarige leeftijd aan de gevolgen van longkanker.
- Gemeinsame Normdatei: 1281134031
- International Standard Name Identifier: 0000 0000 4352 880X
- Library of Congress Control Number: no94043975
- MusicBrainz: c53d63a9-a51e-4611-800e-dd486ca487ea
- Virtual International Authority File: 34037351
- WorldCat: E39PBJp9pTrW3XPv3HpyDyQDv3